# Jan Hendrik Stoffenberg
Cet article possède un paronyme, voir Stauffenberg.
Jan Hendrik Stoffenberg, né le 30 mars 1749 à Zaltbommel et mort le 8 mars 1838 à Tiel, est un magistrat et homme politique néerlandais.

## Biographie
Après des études de droit, Stoffenberg devient procureur à Zaltbommel, dans la province de Gueldre, en 1775. En janvier 1795, quand éclate la Révolution batave, il rentre à la municipalité de la ville puis à l'assemblée provisoire de Gueldre. 
En mars 1796, il est élu député à la première Assemblée nationale de la République batave par le district de Buren. Il siège aux côtés des fédéralistes et fait partie de la commission de la correspondance intérieure. Il préside l'assemblée du 26 décembre 1796 au 9 janvier 1797. Réélu en septembre par le district de Tiel, il est exclu de l'Assemblée nationale à la suite du coup d'État unitariste du 22 janvier 1798. Il est arrêté et emprisonné à la Huis ten Bosch de La Haye ; il n'est libéré que le 10 juillet, un mois après qu'un nouveau coup d'État renverse Pieter Vreede et les unitaristes. Il est à nouveau élu au Corps législatif batave le 25 février 1801 mais une réforme de la Constitution mise en place le 17 octobre suivant réduit le nombre des députés et Stoffenberg n'en fait pas partie.
Le 13 mai 1795, il devient juge au tribunal de Zutphen. Le 29 septembre 1802, il siège parmi les juges de la cour d'appel de Gueldre. Le 1er mars 1811, après l'annexion française, il devient président du tribunal de première instance de Tiel et le reste jusqu'à sa mort.